# Mức chuyển qua của tỷ giá hối đoái
Mức chuyển qua của tỷ giá hối đoái là mức độ (tính bằng điểm phần trăm) thay đổi của giá hàng hóa nhập khẩu định danh bằng nội tệ do tỷ giá hối đoái danh nghĩa thay đổi một phần trăm gây ra.

## Khái quát
Nếu tỷ lệ thay đổi của hai đại lượng trên là một-một, thì sự chuyển qua này là đầy đủ (hoàn toàn, hay hoàn hảo). Còn nếu tỷ lệ nhỏ hơn một-một thì sự chuyển qua là hạn chế (bộ phận, không hoàn hảo).
Trong ngắn hạn, mức độ chuyển qua của tỷ giá thường là hạn chế vì nhiều nguyên nhân. Một trong những nguyên nhân đó có thể là thị trường quốc tế phân mảnh tạo điều kiện cho các công ty cạnh tranh không hoàn hảo định giá khác nhau cho cùng một sản phẩm tại các thị trường quốc gia khác nhau. Khi mức chuyển qua là hạn chế, các hiện tượng như đường cong J, tỷ giá tăng quá mức sẽ trở nên rõ rệt hơn.
Trong dài hạn, mức độ chuyển qua sẽ trở nên đầy đủ.

## Ý nghĩa
Trong nền kinh tế mở, nắm được mức chuyển qua của tỷ giá có ý nghĩa quan trọng trong việc thiết kế chính sách tiền tệ. Chính sách tiền tệ sẽ ảnh hưởng tới tỷ giá hối đoái, từ đó qua mức chuyển qua của tỷ giá ảnh hưởng tới một loạt các biến số kinh tế vĩ mô quan trọng như lạm phát, tài khoản vãng lai và tổng cầu.